# 羅定直隸州
罗定州，中国明清设置的直隶州。

罗定州在广东省的位置（1820年）

明神宗万历五年（1577年），升肇慶府泷水县为罗定直隶州，设罗定直隶布政使司。罗定州新设立二县，析泷水县东部和德庆县、高要县、新兴县小部分地区建东安县（今云浮市云城区、云安县），析泷水县西部、南部（今属信宜市合水、思贺等）和德庆、封川县小部分地区建西宁县（今郁南县）。罗定直隶州包括罗定本州（泷水）和东安、西宁两县。凌云翼平罗旁瑶乱，罗旁平定为罗定为州名。清朝沿置罗定直隶州，民国元年（1912年），政府统一撤销州、府一级建制。罗定州改为罗定县。东安县、西宁县分出，均隶属广东省。

## 延伸阅读
[在维基数据编辑]
 《欽定古今圖書集成·方輿彙編·職方典·羅定州部》，出自陈梦雷《古今圖書集成》